# Хэнкокс, Джонни
Джон Хэнкокс (англ. John Hancocks; 30 апреля 1919 — 19 февраля 2004), более известный как Джонни Хэнкокс (англ. Johnny Hancocks) — английский футболист, правый крайний нападающий.

## Биография
Уроженец Оукенгейтса, графство Шропшир, Джонни был невысоким (163 см) правым крайним нападающим. Футбольную карьеру начал в любительской команде «Рикин Скулз» (Wrekin Schools), после чего играл за «Оукенгейтс Таун» в Лиге Бирмингема. В августе 1938 года перешёл в «Уолсолл», став профессиональным футболистом. В сезоне 1938/39 сыграл за команду 30 матчей в забил 9 мячей в рамках Третьего южного дивизиона. Однако в следующем сезоне его карьера была прервана войной. В 1940 году Хэнкокс вступил в ряды британских вооружённых сил, где работал инструктором по физической подготовке солдат. В военное время провёл несколько матчей за армейские сборные, а также в качестве гостя сыграл за «Рексем» и «Шрусбери Таун».
11 мая 1946 года Хэнкокс перешёл в клуб Первого дивизиона «Вулверхэмптон Уондерерс», заплативший за него 4000 фунтов стерлингов. 31 августа 1946 года он дебютировал за клуб в матче против «Арсенала», который был разгромлен со счётом 6:1. 12 октября того же года забил свой первый гол за клуб: это произошло в матче против «Хаддерсфилд Таун» 12 октября. Всего в свой первый сезон на «Молинью» он забил 11 мячей. В сезоне 1947/48 он забил 16 мячей, став лучшим бомбардиром команды (наряду с Джесси Пайем).
2 декабря 1948 года дебютировал в составе сборной Англии в матче против Швейцарии на стадионе «Хайбери. В той игре Хэнкокс забил два мяча. Несмотря на удачный дебют в составе сборной, всего он провёл за неё только 3 матча, так как на его позиции была высокая конкуренция со стороны таких игроков как Стэнли Мэтьюз и Том Финни.
В 1949 году помог «волкам» выиграть Кубок Англии, обыграв в финале «Лестер Сити». В сезоне 1953/54 «волки» стали чемпионами Англии, а Джонни забил 24 мяча в лиге. К тому моменту Хэнкокс сформировал эффективную атакующую связку на фланге с Питером Бродбентом, что особо отметил в автобиографии главный тренер «Вулверхэмптона» Стэн Каллис.
13 декабря 1954 года Хэнкокс сыграл в знаменитом матче против будапештского «Гонведа», забив с пенальти; «волки» выиграли ту игру со счётом 3:2.
Хэнкокс становился лучшим бомбардиром команды в сезонах 1954/55 и 1955/56. В общей сложности провёл за «волков» 378 матчей и забил 168 мячей. Он входит в пятёрку лучших бомбардиров команды за всю её историю. Также ему принадлежит клубный рекорд по числу голов, забитых в высшем дивизионе чемпионата Англии — 158.
После прихода в команду Гарри Хупера в 1956 году, Хэнкокс перестал попадать в основной состав, и год спустя покинул команду, став играющим тренером «Уэллингтон Таун».
В 1960 году играл за «Кембридж Юнайтед». Позднее выступал за «Озуэстри Таун».
После завершения футбольной карьеры работал в литейной компании Maddock & Sons в своём родном Оукенгейтсе. В 1979 году вышел на пенсию в возрасте 60 лет. Умер в феврале 1994 года в возрасте 74 лет.

## Достижения
Вулверхэмптон Уондерерс
- Чемпион Первого дивизиона: 1953/54
  - Второе место в Первом дивизионе:  1949/50, 1954/55
- Победитель Кубка Англии: 1949
- Обладатель Суперкубка Англии: 1949[англ.] (разделённый)